# Lexie Alford
Alexis Rose Alford (* 10. April 1998 in Nevada City, Kalifornien, USA) ist eine US-amerikanische Webvideoproduzentin, die primär dafür bekannt ist, alle 195 Länder der Erde vor ihrem 22. Geburtstag besucht zu haben. Dafür wurde sie von Guinness World Records als „jüngste weibliche Person, die alle unabhängigen Länder besucht hat“ ausgezeichnet.

## Leben
Alford wuchs in Nevada City, Kalifornien, in einer mittelständischen Familie auf. Ihre Eltern führten dort ein Reisebüro. Bereits im frühen Kindesalter war sie mit ihrer Mutter unterwegs und lernte u. a. das Planen von Reisen und Flügen von ihr. Alford erwarb mit 18 Jahren einen Associate’s Degree an einem lokalen College.
Mit 18 hatte Alford bereits 72 Länder besucht, und sie beschloss, alle Länder der Erde zu bereisen, um den bestehenden Altersweltrekord zu brechen. Ihre Reise begann in Mittelamerika, ging weiter nach Südamerika und Europa, um dann durch Asien zu führen. Zwischenzeitlich kehrte sie immer wieder zur Erholung nach Hause zurück, wo sie auch im elterlichen Reisebüro arbeitete. Am 4. Oktober 2019 vollendete sie im Alter von 21 Jahren und 177 Tagen den Weltrekord in Mosambik in Afrika.
Nachdem Alford von Guinness World Records ausgezeichnet worden war, startete sie kurze Zeit später ihren YouTube-Kanal und teilt seither ihre Erfahrungen auf Reisen mit einer Community von über 467.000 Abonnenten (über 21 Millionen Seitenaufrufe).
Am 8. September 2023 trat Lexie Alford in einem vollelektrischen Ford Explorer eine Reise um die Welt auf den Spuren von Aloha Wanderwell an.

## Persönliches
Alford war mit Thomas Brag von Yes Theory liiert.